# Amazonblomnymf
Amazonblomnymf (Heliothryx auritus) är en fågel i familjen kolibrier.

## Utseende
Amazonblomnymfen är en stor och elegant kolibri med kort och rak näbb och svarta strimmor under ögat. Ovansidan är glänsande grön och undersidan lysande vit. Stjärten är lång och vit med svart mitt. Hanen har en glittrande lilafärgad fläck på örontäckarna (denna saknas hos honan) och en grön eller vit strupe, beroende på underart.

## Utbredning och systematik
Amazonblomnymf delas in i tre underarter:
- H. a. auritus – förekommer från tropiska sydöstra Colombia till Venezuela, Guyana och norra Brasilien
- H. a. phainolaemus – norra centrala Brasilien söder om Amazonfloden (Para och Maranhão)
- H. a. auriculatus – tropiska östra Peru, norra Bolivia, Amazonas och sydöstra Brasilien

## Levnadssätt
Amazonblomnymfen hittas i fuktiga skogar och skogsbryn.

## Status och hot
Arten har ett stort utbredningsområde, men tros minska i antal, dock inte tillräckligt kraftigt för att den ska betraktas som hotad. Internationella naturvårdsunionen IUCN listar arten som livskraftig (LC).